# Tombua
Tombua (cunoscut și sub denumirile de Tombwe și Port Alexandre) este un oraș în partea de sud a Angolei, în Provincia Namibe, port la Oceanul Atlantic. Reședința municipalității omonime. Economia se bazează pe exploatarea petrolului și pescuit. Far maritim construit în perioada 1920-1930.